# Matt Schulze
Matthew Steven Schulze (San Luis, Misuri, 3 de julio de 1972) es un actor y músico estadounidense, reconocido principalmente por su papel como Vince en los filmes The Fast and the Furious y Fast Five.

## Biografía
Nacido en San Luis, Misuri, hizo su debut como actor en la película de acción Blade (1998), en el papel de Crease. Dos años después figuró en el filme Boys and Girls, y regresó en 2002 a la franquicia de Blade en la película Blade II, esta vez en el rol de Chupa.
En 2001 logró reconocimiento al interpretar el personaje secundario de Vince en la película de acción The Fast and the Furious, papel que repitió en 2011 en Fast Five. Otras apariciones en cine incluyen producciones como Torque, The Transporter, Mr. Brooks y Action Point.

## Filmografía

### Cine
| Año  | Título                                  | Papel              | Notas            |
| ---- | --------------------------------------- | ------------------ | ---------------- |
| 1998 | Blade                                   | Crease             |                  |
| 1999 | Dementia                                | Sonny              |                  |
| 2000 | Boys and Girls                          | Paul               |                  |
| 2001 | Downward Angel                          | John Hunter        |                  |
| 2001 | The Fast and the Furious                | Vince              |                  |
| 2002 | The Transporter                         | Darren Bettencourt |                  |
| 2002 | Blade II                                | Chupa              |                  |
| 2002 | The Heart Is Deceitful Above All Things | Kenny              |                  |
| 2004 | Out of Reach                            | Coronel Faisal     |                  |
| 2004 | Torque                                  | Henry James        |                  |
| 2005 | Bounty Hunters                          | Geronimo           |                  |
| 2006 | Seven Mummies                           | Rock               |                  |
| 2006 | Final Move                              | Dan Marlowe        |                  |
| 2007 | The Flock                               | Custis             |                  |
| 2007 | Mr. Brooks                              | Meeks              |                  |
| 2008 | The Acquirer                            | Lucien             | También director |
| 2009 | Extract                                 | Willie             |                  |
| 2011 | Fast Five                               | Vince              |                  |
| 2018 | Action Point                            | Killer             |                  |

### Televisión
| Año  | Título                            | Papel           | Notas      |
| ---- | --------------------------------- | --------------- | ---------- |
| 1998 | Pacific Blue                      | Keith Ritter    | 1 episodio |
| 1998 | Charmed                           | Whitaker Berman | 1 episodio |
| 1998 | 7th Heaven                        | Sam             | 1 episodio |
| 2005 | CSI: Miami                        | Eddie Davids    | 1 episodio |
| 2005 | Law & Order: Special Victims Unit | Kevin Rogers    | 1 episodio |
| 2007 | Weeds                             | Motociclista    | 1 episodio |